# 新波爾多體育場
新波爾多體育場是一座規劃興建於法國波爾多的體育場。它於2013年開始興建，將可容納43000人。它是2016年歐洲國家盃的比賽場館之一。它完工後，將取代沙邦-戴爾馬球場成為波爾多足球俱樂部的新主場。该体育场还成为了2024年巴黎奥运会的足球比赛场馆之一。